# Donato Leone
Donato Leone (Gorgoglione, 8 agosto 1884 – Roma, 5 dicembre 1962) è stato un avvocato, giornalista e politico italiano, organizzatore di leghe contadine e operaie, esponente di primo piano in Basilicata prima del Partito Socialista Italiano e, dopo la sua fondazione, del Partito Comunista d'Italia.

## Biografia
Schedato nel Casellario Politico Centrale come sovversivo “socialista” e tenuto sotto controllo dalla polizia , fu incarcerato e perseguitato.
Nell'ottobre 1914 fonda a Matera una sezione del Partito Socialista Italiano e diviene poi segretario della locale Camera del lavoro di cui è stato tra i fondatori nel 1918.
È stato Direttore responsabile de “Il Sasso”, giornale di propaganda socialista, poi Quindicinale socialista, stampato a Matera, in piena guerra, tra il 1914 e il 1916, prima dalla Tipografia Ved. Angelelli e poi dalla Tipografia Conti.
Il 14 febbraio 1921 a Matera, durante l'assalto dei fascisti alla Camera del Lavoro, subisce un violento pestaggio riportando un grave trauma all'occhio sinistro.
È stato Segretario della Federazione Provinciale Socialista di Basilicata, componente della direzione Nazionale del PSI e Consigliere Nazionale del Partito Socialista fino al 1921.
È stato Direttore responsabile de “ll Lavoratore” Settimanale della Federazione socialista lucana e della Camera del Lavoro provinciale di Basilicata, poi Settimanale della Federazione provinciale socialista di Basilicata, poi Organo quindicinale della Federazione provinciale socialista di Basilicata.
Dopo il XVII Congresso del Partito Socialista Italiano, che si tenne al Teatro Carlo Goldoni di Livorno dal 15 al 21 gennaio 1921, aderisce al Partito Comunista d'Italia.
Nel marzo 1921 si trasferisce a Potenza dove assume la direzione della sezione comunista della locale Camera del lavoro.
Il 14 gennaio 1923 viene arrestato a Potenza, insieme ad altri nove membri del partito comunista, per attività sovversiva con l'accusa di complottare ai danni del Governo Nazionale. Venne poi prosciolto perché il fatto imputatogli non costituiva reato.
Il 28 e 29 gennaio 1944 partecipa quale unico delegato del PCI Lucano al Primo Congresso dei Comitati di Liberazione Nazionale (CLN) tenutosi al teatro Piccinni di Bari.
Nella seconda metà del 1944 viene nominato componente della Delegazione Provinciale di Potenza dell'"Alto Commissariato per le Sanzioni contro il Fascismo", istituito dal decreto legislativo luogotenenziale 27 luglio 1944 n. 159 ("Sanzioni contro il fascismo"), che regolava l'epurazione dell'amministrazione pubblica.
È stato componente del Comitato di Assistenza per i profughi di guerra e per gli sfollati istituito su iniziativa della Camera del Lavoro di Potenza
È stato Direttore responsabile di “Azione Proletaria. Settimanale della Federazione Comunista”, organo del Partito Comunista di Basilicata, stampato a Potenza presso la tipografia di Mario Armento dal 1944 al 1946.
Partecipa al I Congresso regionale del PCI tenutosi a Potenza il 21 maggio 1944 sotto la presidenza di Palmiro Togliatti, all'epoca Ministro del II governo Badoglio, dove viene eletto membro del Consiglio federale. Si trattò del primo congresso del PCI nell'Italia meridionale liberata dagli Alleati.
Nel 1944 è nominato componente della Giunta Esecutiva della Camera del Lavoro di Potenza e Segretario della Federazione Comunista Provinciale di Potenza.
In dissenso con il PCI, fonda, insieme a Luigi Ardore e Antonio Ceglia, l'Unione Comunisti Italiani Indipendenti per la quale si candida alle elezioni dell'Assemblea Costituente (collegio Potenza-Matera) tenutesi il 2 giugno 1946.
Negli anni '50 abbandona l'attività politica attiva e si trasferisce a Roma dove trascorre gli ultimi anni di vita.